# Резня на пляже Зиким
Резня на пляже Зиким (ивр. הטבח בחוף זיקים‎) — массовое убийство, осуществлённое террористической группировкой ХАМАС утром 7 октября 2023 года на праздник Симхат Тора на пляже Зиким возле пограничного забора на севере сектора Газа, в ходе вторжения в Израиль. Количество погибших составило не менее 35 человек.

## Резня
Утром 7 октября 2023 года на праздник Симхат Тора ХАМАС предпринял внезапную атаку на Израиль. Под прикрытием обстрела Израиля тысячами ракет 2500 террористов проникли с земли, моря и по воздуху в израильские поселения и на военные объекты. Террористы вступили в перестрелки с небольшим количеством сил безопасности и продвинулись к поселениям, где убили 1080 мирных жителей, 55 полицейских и 300 солдат и похитили в сектор Газа по меньшей мере 229 человек, включая женщин, стариков и младенцев.
В 5:00 утра отряды военно-морских коммандос с десятками террористов из бригад Аз ад-Дин аль-Кассам, военного подразделения ХАМАСа, вторглись на пляж Зиким, самый южный пляж на побережье Израиля. Один из катеров нападавших поразил катер береговой охраны, за ним шли другие катера.
Эта резня, по-видимому, стала первой в ходе внезапного нападения, и, очевидно, случилась ещё до сообщений о других массовых убийствах в Сдероте, Беэри, Кфар-Азе, Офакиме, Нир-Озе, Нахаль-Озе и прочих местах.
На пляже Зиким террористы убили около 35 мирных жителей, а оттуда продолжили путь к Зиким, где произошёл бой, в ходе которого были убиты 7-13 солдат ЦАХАЛа.
Спустя примерно 7 часов прибыл 13-й батальон «Голани» и спас тех, кому удалось спрятаться.

## Жертвы
В ходе массового убийства убили около 35 человек.
Арье Озан и его сын Эли из Ашдода рыбачили на пляже Зиким, когда началось нападение. Об их смерти узнали только на девятый день войны, когда служба безопасности смогла до них добраться. Их вместе с другими мирными жителями террористы забросали гранатами.
17-летняя Алина Вайсберг из Беэр-Шевы со своим бойфрендом и их компанией отдыхали на пляже, все они были убиты. Последние моменты их жизни попали на видео.

## Последствия
23 октября 2023 года на пляж Зиким опять проникли террористы из шахты туннеля, около 10 из которых успешно нейтрализовали.

## Память
7 ноября 2023 года по всему Израилю был объявлен «День гражданского траура».